# Johann von der Heide

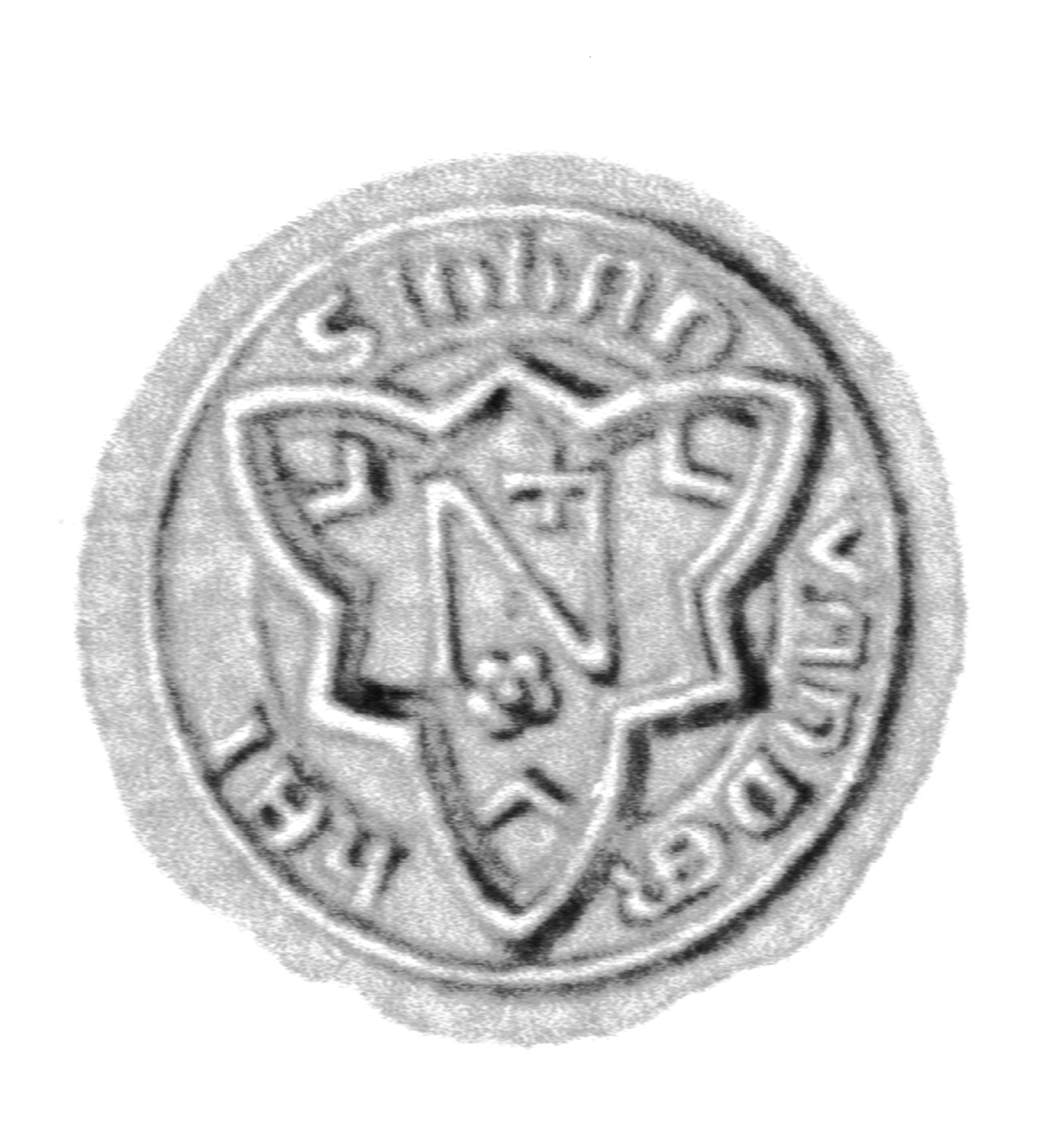
Siegel des Johann von der Heide mit Hausmarke (um 1411)

Johann von der Heide (* in Lübeck; † um 1447) war Ratsherr der Hansestadt Lübeck.

## Leben
Der Kaufmann Johann von der Heide gehörte der Lübecker Korporation der Schonenfahrer an. In der Zeit der bürgerlichen Unruhen in Lübeck zu Beginn des 15. Jahrhunderts wurde er Mitglied des Finanzkomitees der Bürger. Mit Vertreibung des Alten Rates 1408 wurde er Ratsherr im Neuen Rat der Stadt. Diesen vertrat er in dem Rechtsstreit mit dem Alten Rat vor dem Reichshofgericht in Heidelberg. Er hatte als Ratsherr das Amt des Lübecker Münzherrn in den Jahren 1409/1410 und 1414 inne. Mit Rückkehr des Alten Rates 1416 wurde er nicht in den wiederhergestellten alten Lübecker Rat übernommen. In Testamenten Lübecker Bürger wird er mehrfach als Urkundszeuge und als Vormund aufgeführt.
Johann von der Heide war mit einer Tochter des Lübecker Bergenfahrers Lambert von Harlem verheiratet und bewohnte zunächst von 1401 bis 1406 das Hausgrundstück Fleischhauerstraße 41, dann das Haus Mengstraße 62 der Lübecker Altstadt.